# ناحیه نیکوزیا

نقشهٔ ناحیه نیکوزیا در جزیره قبرس - ۲۰۱۱

ناحیه نیکوزیا (انگلیسی: Nicosia District) یکی از شش ناحیه جزیره قبرس به مرکزیت شهر نیکوزیا می‌باشد.
این ناحیه ۲٬۷۱۴ کیلومتر مربع مساحت و نفر جمعیت دارد.